# Джордж Гершуин
Джордж Гершуин (на английски: George Gershwin) е американски композитор и пианист.

## Биография
Ражда се в семейство на еврейски емигранти от Русия. Баща му и майка му бяха от Санкт Петербург. Баща му, Мойше Гершович, промени фамилията си на Гершуин след пристигането си в САЩ. Майка Роза Гершуин (родена Роза Брускина). Композира както класическа музика, така и за Бродуей. Някои от неговите композиции в джаза стават стандарти. Пише оперите „8.30 часа“ (1918), едноактната „135-а улица“ (1923) и „Порги и Бес“ (Porgy and Bess Folk Opera), както самият той я нарича „народна опера“. През 1937 г., докато е в Холивуд, припада по време на работа и след това умира при операция за отстраняване на тумора в мозъка му. Погребан е в гробището Уестчестърфийлд Хилс в Ню Йорк.

## Творчество
Оркестрови творби
- Rhapsody in Blue за пиано и оркестър (1924)
- Concerto in F за пиано и оркестър (1925)
- An American in Paris за оркестър (1928)
- Dream Sequence/The Melting Pot за хор и оркестър (1931)
- Second Rhapsody за пиано и оркестър (1931), първоначално озаглавена Rhapsody in Rivets
- Cuban Overture for orchestra (1932), първоначално озаглавена Rumba
- March from "Strike Up the Band" за оркестър (1934)
- Variations on "I Got Rhythm" за пиано и оркестър (1934)
- Catfish Row за оркестър (1936), сюита, базирана на музиката на Porgy and Bess
- Shall We Dance (1937), балет

За соло пиано
- Three Preludes (1926)
- George Gershwin's Song-book (1932), аранжименти за пиано на 18 песни

Опери
- Blue Monday (1922), опера в едно действие
- Porgy and Bess (1935) в Colonial Theatre в Бостън

Лондонски мюзикъли
- Primrose (1924)

Мюзикъли за Бродуей
- George White's Scandals (1920–1924)
- Lady, Be Good (1924)
- Tip-Toes (1925)
- Tell Me More! (1925)
- Oh, Kay! (1926)
- Strike Up the Band (1927)
- Funny Face (1927)
- Rosalie (1928)
- Treasure Girl (1928)
- Show Girl (1929)
- Girl Crazy (1930)
- Of Thee I Sing (1931)
- Pardon My English (1933)
- Let 'Em Eat Cake (1933)
- My One and Only (1983), мюзикъл от 1983 г., използващ написани някога песни от Гершуин
- Crazy for You (1992), преработена версия на Girl Crazy
- Nice Work If You Can Get It (2012), с музика на Джордж и Айра Гершуин

Филми, за които Гершуин специално пише музика
- Delicious (1931), ранна версия на Second Rhapsody
- Shall We Dance (1937)
- A Damsel in Distress (1937)
- The Goldwyn Follies (1938), излъчен за първи път след смъртта на композитора
- The Shocking Miss Pilgrim (1947)